# Unterwössen

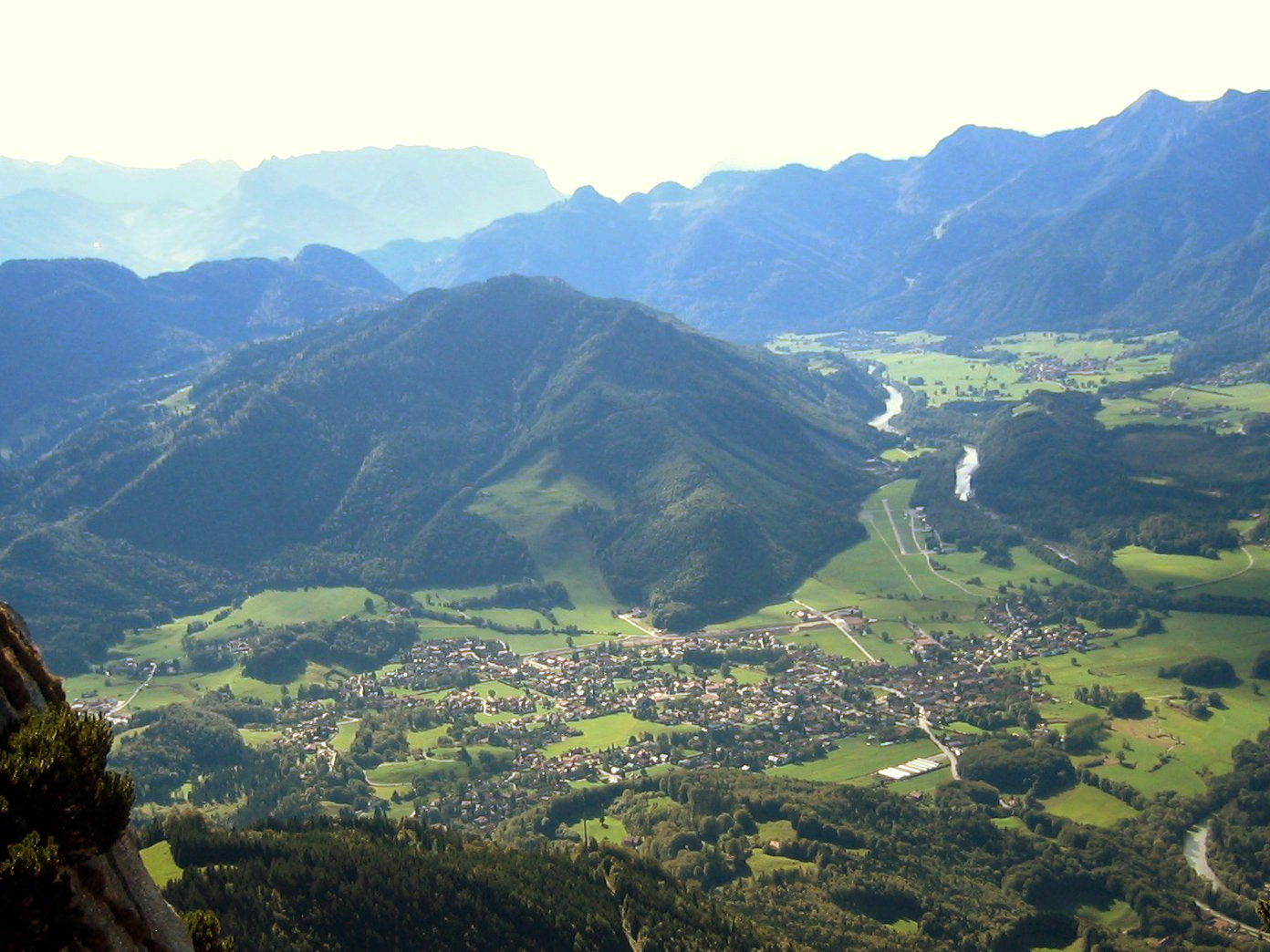
Unterwössen

Unterwössen là một đô thị tại huyện Traunstein bang Bayern, Đức.